# Hommelreus
De hommelreus of hommelzweefvlieg (Volucella bombylans) is een tweevleugelige uit de familie van de zweefvliegen (Syrphidae).

## Beschrijving
De lengte is 11 tot 15 millimeter en de kleur is zwart, het lichaam is sterk behaard, en de vlieg lijkt uiterlijk sprekend op een hommel. Net als hommels heeft de zweefvlieg witte en oranje kleuren, maar deze zijn zeer variabel. Er bestaan van deze soort verschillende variaties die elk een andere hommel nabootsen. De variatie die de tuinhommel nabootst wordt Volucella bombylans var. plumata genoemd, en is zwart met een witte achterlijfspunt, oranje band rond de voorzijde van het achterlijf en gele beharing rond het borststuk. Onder andere de variatie V. b. var. bombylans bootst de steenhommel na. Deze vlieg is geheel zwart maar heeft net als de steenhommel een oranje achterlijfspunt. Er komen echter ook kleurencombinaties voor die niet bestaan bij hommels. Een dergelijk sterke gelijkenis van een onschuldige soort met een gevaarlijke (stekende) soort wordt ook wel mimicry genoemd.
Het verschil met hommels is niet moeilijk af te leiden. Zo hebben hommels verticale langwerpige ogen en vrij lange antennes. Zweefvliegen hebben grotere en rondere ogen die elkaar bijna raken, en juist korte antennes, die bovendien anders dan bij de hommels sterk geveerd zijn. Dit is tevens een belangrijk verschil met veel andere op hommels gelijkende zweefvliegen. Daarnaast hebben vliegen nooit stuifmeelkorfjes die veel (maar niet alle) hommels wel hebben. Ook de vlucht verraadt de zweefvlieg; hommels maken meer zigzaggende, slome vluchten, zweefvliegen zijn juist snel en schichtig.

## Algemeen
De hommelreus leeft als volwassen insect van nectar; de larven zijn meer wormachtig en leven in ondergrondse nesten van andere insecten waar ze zich voeden met dood materiaal. Opmerkelijk is dat dit meestal de nesten van de steen- en tuinhommel zijn, juist de door de imago geïmiteerde soorten, maar soms worden ook nesten van wespen als de Duitse wesp gebruikt. Het is onbekend hoe de larve in het nest overleeft, daar wespen agressieve insectenverdelgers zijn, en hommels gooien indringers direct het nest uit. De hommelreus is te zien van mei tot augustus en komt vooral voor bij meer beboste gebieden of bosranden. De soort is in Nederland en België vrij algemeen en komt daarnaast voor in grote delen van Europa, Centraal-Azië en Noord-Amerika.

## Afbeeldingen

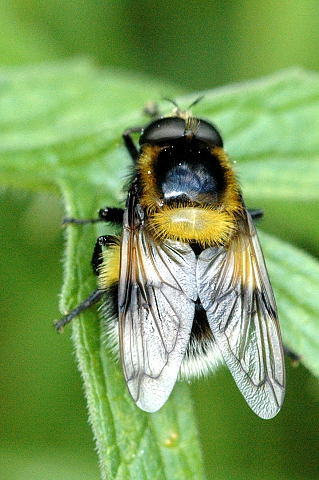
Rugzijde
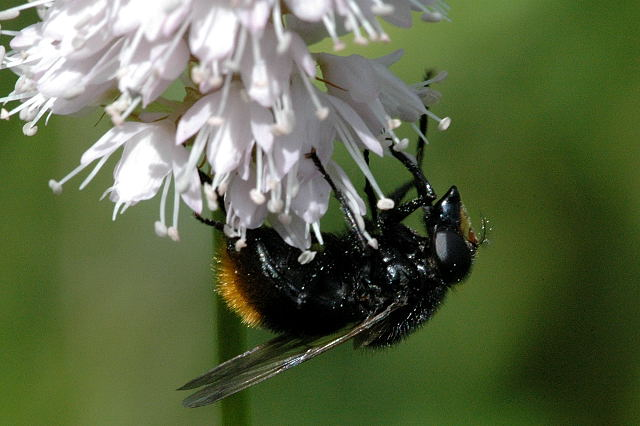
Zijkant
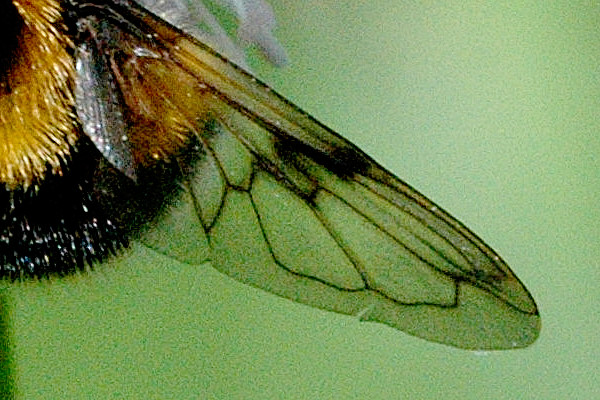
Detail vleugel